# NGC 1400
NGC 1400 è una galassia lenticolare (o ellittica) relativamente vicina e situata nella costellazione dell'Eridano, a una distanza di circa 20 milioni di anni luce dalla nostra Via Lattea.

## Scoperta
La galassia è stata scoperta il 20 settembre 1786 dall'astronomo britannico di origine tedesca William Herschel.

## Descrizione
NGC 1400 è stata utilizzata da Gérard de Vaucouleurs come esempio di galassia del tipo morfologico "SA0−" nel suo atlante delle galassie.
NGC 1400 fa parte dell'Ammasso di Eridano. Nella galassia sono presenti anche regioni di idrogeno ionizzato.

## Materia oscura
La velocità degli ammassi globulari nell'alone galattico di NGC 1400 indica una frazione di materia oscura del (50 ± 19) % della massa contenuta all'interno di cinque raggi effettivi.